# Tetra Brik

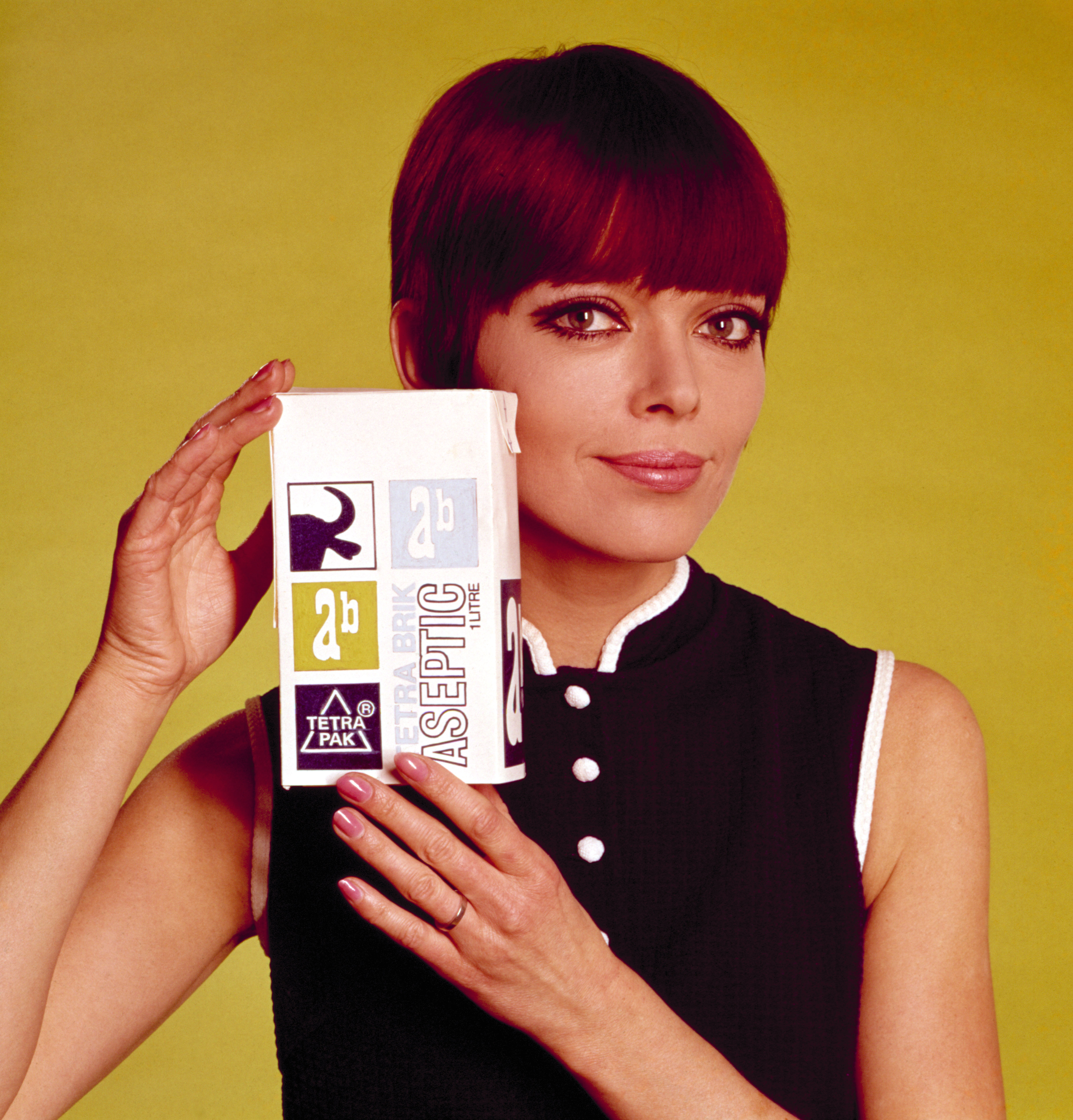
Dona mostrant un Tetra Pak Tetra Brik.

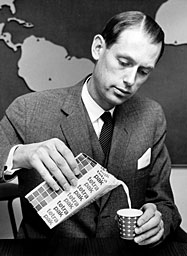
Cartró de llet Tetra Brik en 1963. Amb el temps es va convertir en un gran èxit per Tetra Pak, que actualment està dominant el món en caixes de cartró asèptic de la llet que no necessiten refrigeració (pasteuritzada).

Tetra Brik (adaptat com a tetrabric o bric) és el nom comercial i registrat de l'envàs fabricat per la casa Tetra Pak, convertit en sinònim per un fenomen d'antonomàsia.

És un envàs mixt multicapa que es compon de tres materials diferents:
- 21 g de cartó (procedent de cel·lulosa verge).
- 5,8 g de plàstic polietilè.
- 1,4 g d'alumini.

Aquests materials estan disposats en 5 làmines superposades: 
- 3 de polietilè
- 1 d'alumini
- 1 paper Kraft d'alta qualitat

Es poden distingir diferents models de bric: 
- Tetra clàssic. Clàssic cartó prismàtic de quatre costats.
- Tetra prisma. Envàs prismàtic més estilitzat que l'anterior i amb perímetre de vuit costats.
- Tetra en forma d'ampolla. Té el cos de cartó i la tapa plàstica i està destinat a productes que necessiten refrigeració.
- Tetra per a productes refrigerats. Té forma triangular a la part superior i tap de rosca de plàstic.
- Tetra en forma de bossa.

Per tipus de tancament són: 
- Obertura clàssica per a esquinçar.
- Tetra amb tap de rosca. Brik que té el tancament en forma de tap de rosca.
- Tetra slim. Envàs prismàtic de quatre costats amb tancament pla de plàstic.

## Usos
També es coneixen com un cartó de llet, suc, vi, etc. Segons el seu contingut. Aquest sobrenom comporta, en moltes ocasions, la confusió amb el seu reciclatge, que ha d'efectuar-se en els contenidors grocs dels envasos de plàstic i metall. Serveix per emmagatzemar líquids i facilitar la seva transportació.

## Crítiques
Les empreses que envasen en ells defineixen els brics com ecològics només per ser un material reciclable. Amb gairebé tots els materials es pot reconstruir qualsevol altra cosa (pistes esportives fetes de brics d'aquest tipus). El material de què està fabricat l'envàs no és biodegradable i podria trigar milers d'anys a degradar-se. La millor manera de no contaminar no és reciclar-lo com l'envàs dona a entendre, sinó reduint (tres erres) el seu consum (més bé no emetent escombraries no biològica), i optant per una política comercial de reutilització com abans.